# John Snow
John Snow, född 16 mars 1813 i York, död 16 juni 1858 efter att ha drabbats av en stroke, var en brittisk läkare och föregångsfigur inom anestesiologi och epidemiologi. På grund av sina kunskaper om smärtlindring var han även förlossningsläkare vid drottning Victorias två sista förlossningar.
Snow framförde sina teorier om kolera som en vattenburen sjukdom efter det stora utbrottet 1849 och lyckades bevisa tesen med en undersökning av kolerautbrottet i Soho 1854. Det skulle dock dröja ytterligare något decennium innan konsensus skiftat helt från den rådande miasmateorin.

## Kolerautbrottet i London 1854

Snows kartläggning av antalet insjuknade som gjorde att han kunde lokalisera den smittade brunnen.

Snow fick stor uppmärksamhet för sitt arbete med att spåra källan till ett utbrott av kolera 1854 i Soho, London. Vid tidpunkten antogs kolera smitta via dålig luft. Snow försökte undersöka andra tänkbara förklaringar till smittspridningen genom att undersöka mönstren i spridningen. Han noterade bland annat de insjuknades hemadresser och såg ett mönster. Orsaken till kolerautbrottet i Soho, London var att en vattenbrunn på Broad street låg nära ett avlopp och det läckte kolerabefläckat avloppsvatten över till dricksvattenbrunnen. Som en följd smittades och dog många som pumpade upp sitt dricksvatten där genom fekal-oral smittspridning av kolerabakterier. Snow såg till att handtaget på pumpen monterades ned, samtidigt hade befolkningen ändrat sitt beteende och i vissa fall redan flytt området vilket begränsade ytterligare spridning, något Snow själv påpekade.

## Minnesmärke
Som ett minnesmärke efter John Snows insats vid kolerautbrottet står sedan 1992 en gjuten pump utan handtag i hörnet Broadwick Street och Lexington Street (Broad Street och Cambridge Street på Snows karta). Intill ligger puben "John Snow" som fått sitt namn efter läkaren.
Durhams universitet har döpt ett av sina college till John Snow College.